# Duthil
Duthil (Schots-Gaelisch: Daothal) is een dorp in de Schotse lieutenancy Inverness in het raadsgebied Highland.